# 2438 Олешко
2438 Олешко (2438 Oleshko) — астероїд головного поясу, відкритий 2 листопада 1975 року.
Тіссеранів параметр щодо Юпітера — 3,620.